# Христо Даскалов (общественик)
Вижте пояснителната страница за други личности с името Христо Даскалов.
Христо Кънчев Даскалов е лекар, събирач на старини, преводач и журналист от времето на Българското възраждане, първооткривател на Търновския надпис на цар Иван Асен II.

## Живот
Христо Даскалов произхожда от видно семейство, но остава сирак след смъртта на баща си през 1830 г. През 1836 г. Петър Сапунов го отвежда в Букурещ, за да го подготви за бъдещ преподавател в училището, което възнамерявал да открие в Трявна. След време момчето се премества Одеса, завършва тамошния Ришельовския лицей (1850) и получава от руското Министерство на просветата стипендия да следва в Петербург (1851).
При избухването на Кримската война се записва доброволец в руската армия (1853). През 1850-1853 г. Даскалов сътрудничи с преводи и дописки на Цариградски вестник. Двете обширни статии, които издава на руски език, привличат общественото внимание към българската история и църковно-национална борба.
Завършва медицина в Москва през 1858 г. По негов почин българите студенти тук основават „Българска дружина“ (1857). Впоследствие като лекар в Търново прави оглед на местните старини и успява да влезе в превърнатата тогава в джамия църква „Свети Четиридесет мъченици“ (1858). Даскаловите археологически открития привличат внимание в Русия и той е назначен на държавна служба, отначало в Азиатския департамент на петербургското Министерство на външните работи (1861), после като секретар на руското консулство в Белград (1862-1863). Скоро след като е преместен на дипломатическа длъжност в Бейрут (1863) се разболява и умира.

## Съчинения
- Возрождение болгар или реакция в Европейской Турции. – Русская беседа, 10, 1858, кн. 2, Смесь: 1-58.
- Открытия в древней столице болгарской Тернове. – Чтения в Императорском обществе истории и древностей российских при Московском университете, 1859, кн. 2, Материалы славянские: 3-30.

## Изследвания
- Минчев, М., Славейкови гнезда. Книжовници и писатели от Трявна, Гб., 1997, с. 74-77.